# Megalomus magallanicus
Megalomus magallanicus är en insektsart som beskrevs av Tim R. New 1990. Megalomus magallanicus ingår i släktet Megalomus och familjen florsländor. Inga underarter finns listade i Catalogue of Life.